# بازگشت هاله‌لویا
بازگشت هاله‌لویا (به ایتالیایی: Il West ti va stretto, amico... è arrivato Alleluja، همچنین با نام غرب بسیار نزدیک است، آمیگو) یک فیلم اسپاگتی وسترن ایتالیایی محصول 1972 به کارگردانی جولیانو کارنیمئو و بازی جورج هیلتون است. این خاتمه‌ای بر «به من میگن هاله‌لویا» است.

## طرح
در مکزیک پر سر و صدا در دهه ۱۸۶۰، ژنرال انقلابی رامیرز، هاله‌لویا، یک تفنگدار آمریکایی را برای بازیابی مجسمه آزتک دزدیده شده استخدام کرد. ژنرال معتقد است که با دوباره بدست آوردن آن سرخپوستان بومی را به هدف خود سوق خواهد داد. همچنین یک ماجراجوی اسکاتلندی، همراه زن جدال آفرین او، یک جفت برادر مشاجره‌گر از یک جامعه مذهبی، ارتش و راهزنان مختلف به دنبال مجسمه می‌روند.

## بازیگران
- جورج هیلتوندر نقش هاله‌لویا
- لینکلن تیت در نقش آرچی
- آگاتا فلوری در نقش فلوریت
- ریموند بوسیر در نقش سم
- ریکاردو گارونه در نقش زاگایا
- میشائیل هینتس در نقش فون استفن
- آلدو باربریتو به عنوان کشیش
- روبرتو کاماردیل در نقش جنرال رامیرز
- لارس بلوک در نقش کاینو
- جیووانی پاتزافینی در نقش هابیل
- پائولو گوزلینو در نقش دریک
- اومبرتو دورسی در نقش فرگوسن
- رناتو بالدینی در نقش هنچمن فرگوسن
- پیتر برلینگ در نقش شولتز
- مارا کروپ در نقش مارا
- آدریانا فاکتی در نقش اتریشی